# نظام عالمي جديد
استخدم مصطلح النظام العالمي الجديد للإشارة إلى أي فترة تاريخية اتسمت بتغير جذري في الفكر السياسي العالمي وتوازن القوى على الساحة الدولية. تختلف التفسيرات حول هذا المصطلح ولكنها ترتبط بالمدلول الأيديولوجي للحكم العالمي بصفة خاصة وما الجهود الجماعية الناشئة والساعية لتعريف وفهم ومعالجة المشاكل التي يواجهها العالم والتي يخرج حلها عن سعة الدول بمفردها ويتطلب تنسيقاً بين دول العالم.
كان أحد أكثر الاستخدامات شيوعاً للمصطلح في المبادئ الأربعة عشر للرئيس الأمريكي وودرو ويلسون، وفي دعوات لإنشاء عصبة الأمم خلال أعقاب الحرب العالمية الأولى. كما استخدم المصطلح إلى حد قليل عند وصف خطط الأمم المتحدة ونظام بريتون وودز بعد نهاية الحرب العالمية الثانية، ولكن تضاؤل استخدام المصطلح بسبب مدلولاته السلبية التي ارتبطت بفشل عصبة الأمم في منع قيام حرب ثانية. ولكن بقي العديد من المعلقين يستخدمونه في سياق رجعي للإشارة إلى النظام الذي قامت دول الحلفاء المنتصرة في الحرب العالمية الثانية بإرسائه بعد انتهاء الحرب.
ظهر استخدام المصطلح الذي نوقش على نطاق واسع بعد نهاية الحرب الباردة، فاستخدمه الرئيسيان جورج بوش الأب وميخائيل غورباتشوف لوصف طبيعة حقبة ما بعد الحرب الباردة وروح التعاون ما بين القوى العظمى الذين وضعا الأمل في تحققه.

## النشأة
النظام العالمي الجديد مصطلح استخدمه الرئيس الأمريكي جورج بوش الأب في خطاب وجهه إلى الأمة الأمريكية بمناسبة إرسال القوات الأمريكية إلى الخليج «بعد أسبوع واحد من نشوب الأزمة في أغسطس 1990م» وفي معرض حديثه عن هذا القرار، تحدث عن فكرة «عصر جديد»، و«حقبة للحرية»، و«زمن للسلام لكل الشعوب».
وبعد ذلك بأقل من شهر في «11 سبتمبر 1990م»، أشار إلى إقامة «نظام عالمي جديد» يكون متحرراً من الإرهاب، فعالاً في البحث عن العدل، وأكثر أمناً في طلب السلام؛ عصر تستطيع فيهِ كل أمم العالم غرباً وشرقاً وشمالاً وجنوباً، أن تنعم بالرخاء وتعيش في تناغم فيما بينها.

## التعريف والمغزى
إن جوهر النظام العالمي هو مجموعة القوانين والقيم الكامنة التي تفسر حركة هذا النظام وسلوك القائمين وأولوياتهم واختياراتهم وتوقعاتهم. وتتضمن الأخلاقيات والإجراءات المتبعة حسب رأي دعاة النظام العالمي الجديد على أنها صورة من أشكال تبسيط العلاقات وتجاوز العقد التاريخية والنفسية والنظر للعالم باعتباره قرية واحدة. والنظام العالمي الجديد، حسب رؤيتهم، هو نظام رشيد يضم العالم بأسره، فلم يعد هناك انفصال أو انقطاع بين المصلحة الوطنية والمصالح الدولية وبين الداخل والخارج. وهو يحاول أن يضمن الاستقرار والعدل للجميع «بما في ذلك المجتمعات الصغيرة»، ويضمن حقوق الإنسان للأفراد.

## الآليات
انجز ذلك من خلال مؤسسات دولية «رشيدة» مثل هيئة الأمم المتحدة ومنظماتها الدولية والبنك الدولي وقوات الطوارئ الدولية. وبإمكان كل الدول أن تستفيد من الخبرة الدولية في إدارة شؤون الداخل وتكييفه مع النظام العالمي الجديد. وسيتم كل هذا في إطار ما يقال عنه «الشرعية الدولية» التي تستند إلى هذه الرؤية، وإلى المقدرة على تحويلها إلى إجراءات، تماماً كما حدث في حرب الخليج عندما صد العدوان العراقي على الكويت.